# تيزتسمتل

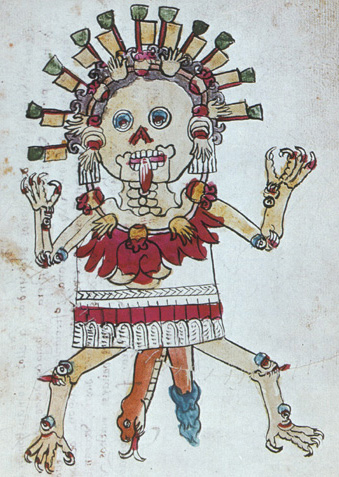
تيزتسمتل

تيزتسمتل (بالإنجليزية: Tzitzimitl)‏ في أساطير الأزتيك هم آلهة وحشية مرتبط بالنجوم. تم تصويرهم على أنهم شخصيات هيكلية ترتدي التنانير في كثير من الأحيان مع تصاميم الجمجمة والعظمتين. غالبًا ما يتم وصفهم على أنهم «شياطين» - ولكن هذا لا يعكس بالضرورة وظيفتهم في نظام معتقدات ما قبل الأسبان من الأزتيك.
وارتبطت تيزتسمتل أيضًا بالنجوم وخاصة النجوم التي يمكن رؤيتها حول الشمس أثناء كسوف الشمس. تم تفسير ذلك على أنه تيزتسمتل تهاجم الشمس، مما تسبب في الاعتقاد أنه خلال كسوف الشمس، سوف تنزل تيزتسمتل إلى الأرض وتمتلك الرجال. قيل أنه في نهاية جولة تقويمية مدتها 52 عامًا، إذا لم يتمكنوا من بدء حريق القوس في تجويف الصدر الفارغ للإنسان الذي تم التضحية به، ستنتهي الشمس الخامسة، وستنزل تيزتسمتل لتلتهم من الرجال.
كان لـتيزتسمتل دور مزدوج في دين الأزتك: فقد كانوا حماة الأنثوية وذريات الأنثى في البشرية. كانت أيضًا قوية وخطيرة، خاصة في فترات عدم الاستقرار الكوني.